# Yushania andropogonoides
Yushania andropogonoides är en gräsart som först beskrevs av Hand.-mazz., och fick sitt nu gällande namn av Tong Pei Yi. Yushania andropogonoides ingår i släktet yushanior, och familjen gräs. Inga underarter finns listade i Catalogue of Life.